# NASA Astronautengroep 5
The Original 19 was de bijnaam van NASA's vijfde astronautengroep. De groep bestond uit:
| Astronaut        | Aantal vluchten | Missies                       | Status               |
| ---------------- | --------------- | ----------------------------- | -------------------- |
| Vance Brand      | 4               | ASTP, STS-5, STS-41-B, STS-35 | Pensioen ??.04.1992  |
| John Bull        | 0               |                               | Pensioen 16.07.1968  |
| Gerald Carr      | 1               | Skylab 4                      | Pensioen 25.06.1977  |
| Charles Duke     | 1               | Apollo 16                     | Pensioen 01.01.1976  |
| Joe Engle        | 2               | STS-2, STS-51-I               | Pensioen 30.11.1986  |
| Ronald Evans     | 1               | Apollo 17                     | Pensioen 15.03.1977  |
| Edward Givens    | 0               |                               | Omgekomen 06.06.1967 |
| Fred Haise       | 1               | Apollo 13                     | Pensioen 29.06.1979  |
| Don Lind         | 1               | STS-51-B                      | Pensioen ??.04.1986  |
| Jack Lousma      | 2               | Skylab 3, STS-3               | Pensioen ??.04.1986  |
| Ken Mattingly    | 3               | Apollo 16, STS-4, STS-51-C    | Pensioen ??.06.1985  |
| Bruce McCandless | 2               | STS-41-B, STS-31              | Pensioen 31.08.1990  |
| Edgar Mitchell   | 1               | Apollo 14                     | Pensioen 01.10.1972  |
| William Pogue    | 1               | Skylab 4                      | Pensioen 01.09.1975  |
| Stuart Roosa     | 1               | Apollo 14                     | Pensioen 01.02.1976  |
| Jack Swigert     | 1               | Apollo 13                     | Pensioen ??.04.1973  |
| Paul Weitz       | 2               | Skylab 2, STS-6               | Pensioen ??.03.1988  |
| Alfred Worden    | 2               | Apollo 15                     | Pensioen 01.09.1975  |